# Dicranota tehama
Dicranota (Rhaphidolabis) tehama là một loài ruồi trong họ Pediciidae. Chúng phân bố ở vùng sinh thái Nearctic.